# 秋葉原Blog
秋葉原Blog，為一個專門報導日本東京都秋葉原動態及ACG產業訊息的部落格，是由曾在秋葉原的店鋪擔任店長的「geek」所維護。

## 簡介
此部落格成立於2004年1月19日，架設於livedoor提供的部落格空間，主要報導秋葉原一帶所發生的新聞與動態。2005年9月9日，移轉至軟體銀行旗下的Softbank Publishing（今Softbank Creative）提供的部落格空間。2006年4月3日，開始報導ACG業界的動態，如作品出版的消息等。2008年2月14日，成立英文版的部落格。2008年6月1日，網站再移回livedoor。2009年8月28日起，英文版部落格暫停更新。2010年9月起，開設中文版部落格。
部落格內使用大量照片搭配文字報導。基於對隱私權的維護，照片內出現的不相關人士及車輛車牌等一律會被打馬賽克或是以圖示遮蓋處理。不過曾發生部落格未經Cosplayer的允許拍攝並刊登其照片而招致非議。

## 相關書籍
- 《秋葉原的深度之旅——秋葉原部落格》（アキバのディープな歩き方 アキバBlog），Softbank Publishing 2005年4月30日出版，ISBN 4-7973-2959-9